# Blood & Honour
Blood & Honour (svenska blod och ära) är en revolutionär nynazistisk organisation. Namnet är en översättning av Blut und Ehre, som var Hitlerjugends motto och även titeln på en bok av den nazistiske ideologen Alfred Rosenberg. Organisationen betecknas med 28 inom nynazistiska kretsar enligt sifferalfabetsprincipen (28 = BH, eftersom B är andra bokstaven i alfabetet och H den åttonde bokstaven i alfabetet).
Organisationen, som först grundades i England 1987, finns i en rad länder, såväl i Nord- som Sydamerika, Väst- som Östeuropa. Blood & Honour Scandinavia bildades i sin nuvarande form 1997 i Helsingborg. Genomgående för Blood & Honour är fokuseringen på "nationella konserter" och musik, samt den aggressiva och ofta kriminella gatuaktivismen. I England har man nära band med gruppen Combat 18, medan man i Sverige hade nära band med Info-14. Blood & Honour Scandinavia låg bakom musikföretaget Ragnarock och gav ut tidningen Route 88. Man samarbetade med Nationalsocialistisk Front, Nationell Ungdom och Nationaldemokraterna inom ramen för Salemfonden.
Tidigt 2000tal postade gruppen sitt stöd för de nynazistiska bankrånarna som begick morden på två poliser i Malexander 1999.